# Флаг Гамбии
Государственный флаг Гамбии (англ. Flag of the Republic of the Gambia) был принят 18 февраля 1965 года. Представляет собой полотнище с тремя горизонтальными полосами, средняя полоса окантована двумя узкими полосами. Оригинальная идея флага принадлежит художникам Гамбии, но дизайн был разработан в Лондонской Гербовой коллегии, Луисом Томаси.

## Описание флага
Верхняя полоса — красного цвета, средняя — синего. Нижняя — зелёного. Синяя полоса отделена от остальных полос за счёт окантовки белого цвета, которая символизирует единство народа, мир и процветание. Центральная полоса синего цвета символизирует реку Гамбия, которая является основным ресурсом страны и основой ее названия. Красный цвет означает солнце на небе, а зелёный — сельскохозяйственную продукцию страны (включая арахис, зерновые и цитрусовые). По другой версии: река Гамбия (синий цвет) протекающая между экваториальными джунглями (зелёный цвет) и красными почвами саванны (красный цвет).
Пропорции ширины полос — 6:1:4:1:6. Отношение ширины флага к длине 2:3.
| Цвет    | RGB       | Pantone     |
| ------- | --------- | ----------- |
| Красный | 206:17:38 | 186         |
| Синий   | 12:28:140 | Reflex Blue |
| Зелёный | 28:119:40 | 364         |

## Исторические флаги
- Флаг Британской Западной Африки 
1870 — 1889
- Флаг Британской колонии Гамбия 
1889 — 18 февраля 1965

- Флаг Губернатора Британской Западной Африки 
1870 — 1889
- Флаг Губернатора Британской колонии Гамбия 
1889 — 18 февраля 1965
- Флаг Генерал-губернатора Гамбии 
18 февраля 1965 — 24 апреля 1970